# Seria 729
Seria 729 (dawniej na kolejach ČSD: T 419.0 / T 419.1; W Polsce seria oznaczona jako T419p) – czechosłowacka lokomotywa manewrowa produkowana przez ČKD w latach 1983–1992 z przerwami. Ogółem zbudowano 32 pojazdy tego typu.

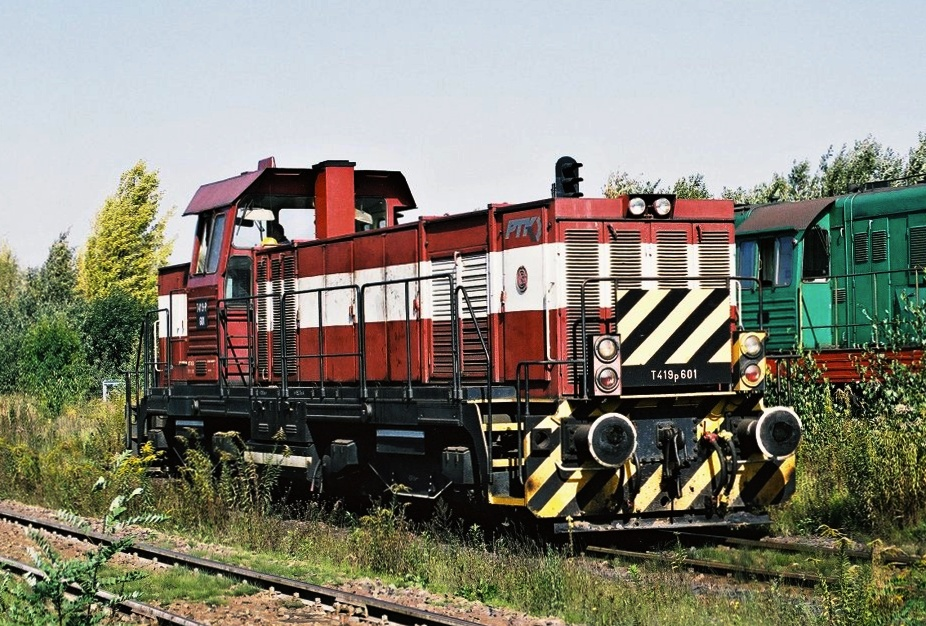
T419p-601 w służbie przewoźnika PTKiGK Rybnik w 2003 roku

## Eksploatacja

### Polska
Jedyną lokomotywą tej serii eksploatowaną w Polsce i przeznaczoną na eksport była T419p-601 (Numer fabryczny 14796/1989). Pojazd ten został dostarczony w lutym 1989 roku dla PTKiGK Rybnik i był używany na terenie KWK Jankowice oraz pobliskich bocznicach w Rybniku. Po przejęciu spółki PCC Rail Rybnik w 2009 roku przez DB Schenker Rail Polska S.A. podjęto decyzje o wycofaniu lokomotywy z eksploatacji, a pod koniec stycznia 2012 roku pojazd został zakupiony przez słowacką firmę ZOS Zvolen i wywieziony z Polski do Vrútek.
24 maja lokomotywa została przetransportowana do zakładu CZ LOKO Ceska Třebova, gdzie przeprowadzono jej naprawę główną. 20 września 2012 roku przeprowadzono jazdę próbną po naprawie na linii kolejowej nr 260 odcinku Česká Třebová – Svitavy i z powrotem. 
Po naprawie lokomotywa otrzymała nowe oznaczenie 729.620 i EVN: (98 56 3 729 620-5 SK-ZELPO), po ostatnim wyprodukowanym pojeździe z tej samej serii – 729.619, a jej właścicielem się stało przedsiębiorstwo Železárne Podbrezová. 27 września lokomotywa wyruszyła z Czeskiej Třebowej do właściciela w Podbrezowej, gdzie obsługuje bocznicę przedsiębiorstwa.